# Woontorens aan de Jubileumlaan
De woontorens aan de Jubileumlaan zijn een groep van drie opvallende flatgebouwen in de Belgische stad Gent. De gebouwen staan aan het oostelijke uiteinde van de Watersportbaan aan de Jubileumlaan. 

## Geschiedenis
Na de Tweede Wereldoorlog heerste er woningnood en daarom werd in 1950 het plan opgevat om in het moerasgebied de Neermeersen een nieuwe woonwijk op te richten. Deze wijk zou elf flatgebouwen moeten gaan omvatten en daarmee ongeveer 1500 woningen.
Toen in 1955 de Watersportbaan gereed kwam werd de grond die vrij kwam bij het graven van de baan gebruikt om de moerassen te dempen, waardoor er een nieuwe woonwijk opgericht kon worden. Verschillende sociale huisvestingsmaatschappijen krijgen de mogelijkheid om in de wijk hun projecten te ontwikkelen, waaronder de Gentse Maatschappij voor de Huisvesting die de terreinen langs de Jubileumlaan gaat bebouwen. Voor het project werd Jules Trenteseau aangesteld als de architect.
In 1959 werden er drie flatgebouwen met elk 8 verdiepingen en samen 286 appartementen voltooid.
Anno 2018 waren de flatgebouwen verouderd en omdat renovatie niet haalbaar bleek, zullen de gebouwen worden afgebroken en vervangen door nieuwbouw.